# Піритрамід
Піритрамід (англ. Piritramide, також R-3365), торгові марки Дипідолор, Піридолам, Піріум — синтетичний опіоїдний анальгетик, який застосовується в низці європейських країн, зокрема в Австрії, Бельгії, Чехії, Словенії, Німеччині та Нідерландах. Він випускається у вільній формі, має силу в 0,75 сили морфіну і вводиться парентерально (ін'єкційно) для лікування сильного болю. Вважається, що нудота, блювання, пригнічення дихання та запор спостерігаються рідше при застосуванні піритраміду, ніж при застосуванні морфіну (золотого стандарту опіоїдів, з яким порівнюють і зіставляють інші опіоїди), і він викликає більш швидкий початок знеболення у порівнянні з морфіном і петидином. Після внутрішньовенного введення анальгезія настає лише через 1–2 хвилини, що може бути пов'язано з його високою ліпофільністю. Вважається, що знеболювальний і седативний ефекти піритраміду посилюються фенотіазинами, а його блювотний ефект пригнічується. Об'єм розподілу препарату становить 0,7—1 л/кг після разової дози, 4,7—6 л/кг після досягнення рівноважної концентрації та до 11,1 л/кг після тривалого дозування.
Пірітрамід був синтезований і запатентований у Бельгії компанією «Janssen» у 1960 році. Він є частиною однойменного двочленного класу опіоїдів у клінічному застосуванні, іншим є безитрамід (Бургодин). Найближчими хімічними та структурними родичами піритраміду в клінічному застосуванні є сімейство дифеноксилатів, фентаніл (обидва відкриття Янссена), і дещо більш віддалений альфапродин. Оскільки піритрамід не використовується в клінічних дослідженнях у США, він є контрольованою наркотичною речовиною списку I з DEA ACSCN 9642, і нульовою квотою на виробництво.